# Roskildekrukkerne
Roskildekrukkerne er tre kukker, der står på Hestetorvet overfor Roskilde Station i Roskilde. Krukkerne er 5 m høje og vejer sammenlagt omkring 24 tons.
Krukkerne er designet af Peter Brandes. De blev bestilt af Elsebeth Stryhn fra Stryhn's Leverpostej, der har hovedsæde i Roskilde, og givet til byen i 1998 i anledning af byens 1000-års jubilæum.
Krukkerne står i et lille vandbassin, der reflekterer dem. Krukken tættest på stationen har uddrag fra Henrik Nordbrandts digt Junker Kristoffer, der er en lokal helt, der blev begravet i Roskilde Domkirke i 1363.
Den farverige glasur på krukkerne (to af dem er i blå-toner, og den tredje er bronzefarvet) er påvirket af Oldtidens Grækenlands amforaer. De har flere rekorder for pottemageri. De består af flere hundrede dele, der er blevet brændt ved 1300 °C på Tommerup keramikfabrik på Fyn. De blev herefter samlet i sektioner.